# Tokyo Bay NK Hall
Tokyo Bay NK Hall fue una arena techada ubicada en el Tokyo Disney Resort en Urayasu, Chiba, en Japón. La capacidad del estadio es de 7.000 personas. Es sede de numerosos eventos y conciertos deportivos locales que requieran una instalación más pequeña que el Ariake Coliseum.
Abrió en 1988, se cerró en 2005 y fue demolido en 2015 para dejar lugar a la construcción del Toy Story Hotel.

## Eventos pasados
- 1993 Japan Music Awards en 16 de noviembre de 1993.
- Sede de la UFC 23

- Datos: Q7813837
- Multimedia: Tokyo Bay NK Hall / Q7813837